# Malimau Ulun
Malimau Ulun ist eine osttimoresische Siedlung im Suco Talitu (Verwaltungsamt Laulara, Gemeinde Aileu).
Malimau Ulun liegt im Westen der Aldeia Talitu in einer Meereshöhe von 734 m. Durch den Ort führt die Überlandstraße von Aileu im Süden nach Dili im Norden. Südlich befindet sich die Siedlung Kutole, nördlich das Dorf Tancae.